# DuPont
DuPont, officieel DuPont de Nemours, Inc., is een internationaal opererende Amerikaanse bedrijvengroep opgericht in 1802 door de Frans-Amerikaanse chemicus Éleuthère Irénée du Pont de Nemours als fabriek voor buskruit. Het ontwikkelde zich breed in de chemie en ontwierp vele polymere stoffen. Het bedrijf opereert wereldwijd.

## Activiteiten
De voornaamste bedrijfsactiviteit is het ontwikkelen en produceren van synthetische polymeren of kunststoffen. Enkele bekende merknamen van door DuPont ontwikkelde polymeren:
- Teflon (PTFE of polytetrafluorethyleen)
- Nylon (polyamide)
- Surlyn (ionomeer)
- Kevlar (aramide)
- Delrin (polyoxymethyleen)
- Elasthan (elastomeer)
- Hypalon (elastomeer, tot 2010)
- Viton (fluorelastomeer)
- Kalrez (perfluorelastomeer)
- Zalak (speciale perfluorelastomeer)
- Lycra (elastomeer)
- Neopreen
- Nomex (hitte-bestendige vezel)
- Tynex
- ChromaFlair (pigment voor autolak)

Onder meer teflon, nylon, lycra en neopreen zijn na verloop van tijd ingeburgerd geraakt als soortnaam.
De eerste Europese vestiging van DuPont was in Mechelen, opgericht in 1958. In Nederland heeft DuPont sinds 1959 een productievestiging in Dordrecht, deze is vanaf 2013 opgesplitst in meerdere eenheden, daaronder sinds 2016 het bedrijf Chemours. De vestiging is daarbinnen de belangrijkste productielocatie in Europa en een van de grootste werkgevers in de regio.

## Geschiedenis

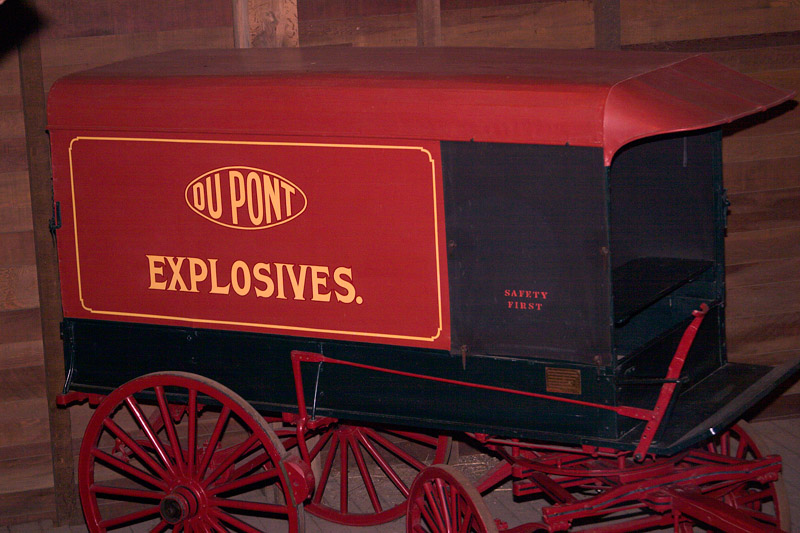
Buskruitwagen van DuPont

Oprichter Éleuthère Irénée du Pont de Nemours was een Franse immigrant in Noord-Amerika, die de nasleep van de Franse Revolutie ontvluchtte. In 1802 werd het bedrijf opgericht. Hij begon met de productie van buskruit, met kapitaal en machines uit Frankrijk, in Eleutherian Mills, nabij Wilmington in de staat Delaware. In 1804 werd de eerste proeflading buskruit afgeleverd. Het werd goedgekeurd en aan het einde van het eerste jaar leverde het bedrijf al zo'n 20 ton buskruit af. Het bedrijf groeide snel en in het midden van de 19e eeuw was het een van de grootste leveranciers van buskruit aan het Amerikaanse leger geworden. De vraag naar buskruit was groot door de Amerikaanse Burgeroorlog en DuPont leverde tijdens dit conflict al 4 miljoen vaten buskruit. Door de aanleg van spoorwegen en door de Spaans-Amerikaanse Oorlog bleef de vraag naar buskruit en andere explosieven groot. Het was een familiebedrijf, maar werd in 1899 een vennootschap. De chemieactiviteiten werden steeds verder uitgebreid al bleven explosieven een belangrijk bedrijfsonderdeel. De eerste DuPont-fabriek, Eleutherian Mills, is nu een museum en een National Historic Landmark.

### Overname Conoco
In 1981 was DuPont betrokken bij de overnamestrijd rond de Amerikaanse oliemaatschappij Conoco. Diverse partijen streden om de gunst van het management om het bedrijf over te mogen nemen. DuPont kreeg uiteindelijk alle aandelen Conoco in handen waarvoor het 7,5 miljard dollar betaalde. Conoco bleef bijna 20 jaar binnen DuPont actief. In 1998 gooide DuPont het roer om en verkocht bijna 200 miljoen aandelen Conoco, ongeveer een derde van het belang, voor 4,8 miljard dollar. De verkoopopbrengst werd gebruikt om schulden af te lossen. De totale marktwaarde van Conoco was op dat moment 15 miljard dollar, waarvan nog ruim 10 miljard in handen van DuPont was. In augustus 1999 werden de overige aandelen Conoco afgestoten.

### Verkoop Performance Coatings
DuPont verkocht in 2012 zijn onderdeel dat verf en coatings maakt voor met name de automobielindustrie aan de investeringsmaatschappij The Carlyle Group. Carlyle betaalde hiervoor zo'n 4,9 miljard dollar. De verkoop werd begin 2013 afgerond. Met de verkoop gingen 11.000 medewerkers over. DuPont Performance Coatings (DPC), met een omzet van 4 miljard dollar, paste niet langer in de strategie van DuPont, dat vooral wil groeien in biotechnologie. De afdeling ging verder als Axalta Coating Systems. Daartoe behoorde ook een fabriek in Mechelen. In mei 2018 kondigde Axalta aan dat deze fabriek zou worden gesloten.

### The Chemours Company - afsplitsing 'Performance Chemicals'
Midden 2015 splitste DuPont de afdeling "Performance Chemicals" (hoogwaardige chemicaliën) af in een afzonderlijk bedrijf, The Chemours Company, kortweg Chemours. Dit beursgenoteerde bedrijf nam drie productgroepen van DuPont over: Titanium Technologies (titaandioxide), Fluoroproducts (fluorhoudende chemicaliën zoals synthetische koudemiddelen en teflon) en Chemical Solutions (oplossingen van onder meer cyanide en zwavelzuur). In België gingen twee bedrijven van DuPont over naar Chemours: te Mechelen (fluorproducten) en Kallo (titaandioxide: geen productie, wel sales & support).

### Fusie met Dow Chemical
In december 2015 werd bekend dat DuPont en branchegenoot Dow Chemical gingen fuseren. De fusie was de grootste ooit in de chemische industrie: samen hadden de twee een beurswaarde van 130 miljard dollar. De aandeelhouders van beide bedrijven kregen elk een belang van 50% in de nieuwe combinatie. Op 1 september 2017 kwam het fusiebedrijf tot stand. De nieuwe naam DowDuPont werd - kortstondig -  geïntroduceerd.
Het bedrijf is vervolgens opgesplitst. Er zijn twee nieuwe bedrijven geformeerd, Dow Holdings waarin de activiteiten met betrekking tot de chemische grondstoffen zijn ondergebracht en Corteva voor de landbouwgerelateerde activiteiten. Deze laatste werd op 1 juni 2019 verzelfstandigd. Alleen de speciale chemicaliën zijn achtergebleven bij het bedrijf dat weer verder is gegaan onder de naam DuPont de Nemours.
In augustus 2019 maakte DuPont de Nemours bekend zijn voeding- en biowetenschappendivisie te willen afstoten. Er werd gekeken naar een directe verkoop, maar een verzelfstandiging of een fusie met een ander bedrijf behoorde ook tot de mogelijkheden. Begin 2021 is deze divisie gefuseerd met International Flavors and Fragrances.

## DuPont en Chemours in België en Nederland
In België gingen twee bedrijven van DuPont over naar Chemours: te Mechelen (fluorproducten) en Kallo (titaandioxide: geen productie, wel sales & support). In Mechelen bleef DuPont de Nemours (Belgium) actief en in Braine l'Alleud DuPont Specialty Electronic Materials Belgium.
In Nederland zijn vanaf 2013 onderdelen van het fabriekscomplex in Dordrecht van DuPont afgesplitst en verder gegaan onder de namen Dow Chemical en Chemours. Exploitatie van de Delrin fabriek werd door DuPont voortgezet op basis van een recht van opstal en erfdienstbaarheid verleend door Chemours aan DuPont, vergunninghouder milieuwetgeving is Chemours. De fluorpolymerenfabriek ging in 2016 naar Chemours, het is daarbinnen de belangrijkste productielocatie in Europa en een van de grootste werkgevers in de regio. Daarnaast zijn van Chemours enkele houdstermaatschappijen en een handelsbedrijf in Dordrecht gevestigd.

### Rechtszaken Nederland
De afgelopen decennia zijn er in Nederland door DuPont en Chemours meerdere rechtszaken in vergunningskwesties gevoerd en is de onderneming betrokken geweest bij diverse controverses.

#### DMAc
De teratogene stof dimethylacetamide (DMAc) is een oplosmiddel dat onder andere wordt gebruikt bij de fabricage van lycra. Sinds de 1970er jaren is bekend dat het ernstige vruchtbaarheidsproblemen bij vrouwen en mannen en leverschade kan veroorzaken. De stof kan het lichaam binnekomen via ademhaling en ook opvallend makkelijk via de huid. DMAc staat sinds 2011 op de zogeheten Lijst van zeer zorgwekkende stoffen van de EU.
In 2016 onthulde het actualiteitenprogramma EenVandaag na eigen journalistiek onderzoek, dat er zwangerschapsproblemen waren bij mensen die in de 1980er jaren bij de lycrafabriek in Dordrecht werkten. Het ging om opvallend veel miskramen, baarmoederhalskanker, doodgeboren kinderen en onvruchtbaarheid. Zwangere vrouwen werkten met gevaarlijke stoffen zonder goede bescherming, volgens deskundigen was de stof DMAc een van de boosdoeners. Het bedrijf schrijft de redactie van het nieuwsprogramma als reactie, niet geïnformeerd te zijn geweest over de gezondheidsklachten en steeds passend en verantwoordelijk te hebben gehandeld op basis van de beschikbare informatie. Het bedrijf gebruikt interne veiligheidsstandaarden en richtlijnen die genomen moeten worden bij het werken met DMAc en die beschermende uitrusting voorschrijven die nodig is om veilig met de stof om te gaan. Het Openbaar Ministerie onderzocht de kwestie. Later dat jaar berichtte dagblad De Volkskrant over vergelijkbare problemen bij oud-werknemers van de fabriek in Kerkrade, toenmalig eigenaar Ornatex. De fabriek liet in 1986 de gezondheidsrisico's van DMAc onderzoeken door de Heerlense arbodienst BGD en de toxicoloog Paul Borm, nadat een medewerker een ammoniakachtige geur had geroken. Ze stelden vast dat de binnenlucht van de fabriek bijna twee keer de maximaal aanvaardbare DMAc-concentratie bevatte, waarvan de bron natte lycraspoelen uit de DuPont-fabriek in Dordrecht bleken te zijn, die de spoelen ter bewerking naar Kerkrade stuurde. Het onderzoek toonde indirect ook aan dat de gezondheidsproblemen in Dordrecht nog veel groter geweest moeten zijn.
In februari 2020 daagde de vakbond FNV DuPont voor de rechter wegens blootstelling van vrouwelijke arbeiders aan DMAc. Het OM besloot in januari 2021 DuPont niet strafrechtelijk te vervolgen omdat 'het (...) niet meer [kan] worden bewezen dat er binnen het bedrijf te hoge concentraties van deze stof aanwezig waren'. De civielrechtelijke zaak loopt nog, de rechtbank Rotterdam oordeelde in 2022 dat Du Pont aansprakelijk is voor eventuele schade die de werknemer heeft geleden als gevolg van blootstelling aan DMAc. Du Pont heeft onvoldoende gedaan om blootstelling aan een gevaarlijke hoeveelheid DMAc tijdens het werk te voorkomen.
In 2017 liep er een zaak over ongewone voorvallen met formaldehyde in de Delrinfabriek waarvan DuPont geen melding had gemaakt. Het college van Gedeputeerde Staten Zuid-Holland gelaste DuPont de voorvallen alsnog te melden. Daartegen tekende DuPont bezwaar aan, dat werd in voorlopige voorziening toegewezen. In 2020 oordeelde de Rechtbank Den Haag een beroep van DuPont tegen een door het college van Gedeputeerde Staten opgelegde last onder dwangsom voor de lozing van APFO/PFOA gegrond en matigde de dwangsom met 50%, voor het overige bleef de last in stand.

#### PFOA
Zowel in Nederland als in het buitenland is DuPont/Chemours aangeklaagd voor milieu- en gezondheidsschade vanwege het gebruik van perfluoroctaanzuur (PFOA), een PFAS. Na jarenlang procederen schikte DuPont onder druk van de advocaat Robert Billott diverse rechtszaken wegens het vergiftigen van grondwater voor honderden miljoenen dollar. Zie onder andere ook de Amerikaanse documentaire The Devil We Know (2018) en de Amerikaanse film Dark Waters (2019). Het Nederlandse RIVM bracht in 2016 een rapportage uit over PFOA en DMAc: Historisch overzicht van openbare informatie over de gezondheidseffecten, classificatie en normstelling voor PFOA en DMAC toegespitst op blootstelling van werknemers.
De fabriek in Dordrecht kwam in de zomer van 2023 in het nieuws omdat bij omwonenden zorgen zijn ontstaan over de gevolgen van de uitstoot van PFOA, deel van de chemische familie PFAs, inmiddels vervangen door GenX. PFAs werd aanvankelijk als wondermiddel gezien maar later werd bekend dat het schadelijk kan zijn voor het immuunsysteem van de mens.
De gemeenten Dordrecht, Sliedrecht, Papendrecht en Molenlanden hebben in 2022 een rechtszaak aangespannen tegen onder meer Chemours en haar rechtsvoorganger DuPont. Het gaat hier niet om een strafzaak, maar de gemeenten stellen de bedrijven aansprakelijk voor de schade die ze zelf hebben geleden en zullen lijden door vervuiling met PFAs. In een (tweede) tussenvonnis oordeelde de rechtbank Rotterdam dat is vast komen te staan dat de uitstoot van PFOA door Chemours in een bepaalde periode onrechtmatig was. Voor die periode is Chemours aansprakelijk voor de schade die de gemeenten daardoor hebben geleden. Wat betreft de periode tot 1 juli 1984 is niet vast komen te staan dat DuPont met de kennis van toen, meer had moeten vertellen aan de vergunningverlener of de gemeenten dan ze heeft gedaan en wordt het uitstoten tegenover de gemeenten door de rechtbank niet als onrechtmatige daad beschouwd. Chemours reageerde op de uitspraak met het voornemen een plan van aanpak voor te bereiden, daaronder mogelijk het opzetten van een fonds waarmee gemeenten activiteiten kunnen financieren.
Eerder hadden Gedeputeerde Staten van Zuid-Holland besloten bij de vergunningverlening de voorwaarden aan te scherpen omdat het college wil dat de uitstoot van verschillende stoffen uit de fabrieken van Chemours sterk wordt verminderd. Het bedrijf tekende daar beroep tegen aan bij de bestuursrechter en kreeg in deze instantie gedeeltelijk gelijk.